# جيانغ زهيبينغ
جيانغ زهيبينغ (بالصينية: 姜至鹏) (6 مارس 1989 تشينغداو الصين - ) هو لاعب كرة قدم صيني، يلعب كمدافع.

## وصلات خارجية
جيانغ زهيبينغ على موقع قاعدة بيانات كرة القدم.إي يو (الإنجليزية)
- جيانغ زهيبينغ على موقع ناشيونال فوتبول تيمز (الإنجليزية)
- جيانغ زهيبينغ على موقع Soccerway.com (الإنجليزية)
- جيانغ زهيبينغ على موقع اللجنة الأولمبية الصينية (الإنجليزية)